# Indonemoura indica
Indonemoura indica är en bäcksländeart som först beskrevs av Douglas E. Kimmins 1947.  Indonemoura indica ingår i släktet Indonemoura och familjen kryssbäcksländor. Inga underarter finns listade i Catalogue of Life.